# Nuoto ai campionati mondiali di nuoto 2023 - 200 metri rana femminili
La gara di nuoto dei 200 metri rana femminili dei campionati mondiali di nuoto 2023 è stata disputata il 27 e 28 luglio 2023 presso il Marine Messe Fukuoka di Fukuoka. Vi hanno preso parte 37 atlete provenienti da 35 nazioni.
La competizione è stata vinta dalla nuotatrice sudafricana Tatjana Schoenmaker, mentre l'argento e il bronzo sono andati rispettivamente alla statunitense Kate Douglass e alla olandese Tes Schouten.

## Podio
| Posizione | Atleta              | Nazionalità |
| --------- | ------------------- | ----------- |
| Oro       | Tatjana Schoenmaker | Sudafrica   |
| Argento   | Kate Douglass       | Stati Uniti |
| Bronzo    | Tes Schouten        | Paesi Bassi |

## Programma
| Data           | Ora (UTC+9) | Turno      |
| -------------- | ----------- | ---------- |
| 27 luglio 2023 | 11:08       | Batterie   |
| 27 luglio 2023 | 21:19       | Semifinali |
| 25 luglio 2023 | 20:49       | Finale     |

## Record
Prima della competizione il record del mondo e il record dei campionati erano i seguenti:
| Record mondiale       | 2'17"55 | Evgeniia Chikunova Russia       | 21 aprile 2023 Kazan, Russia      |
| Record dei campionati | 2'19"11 | Rikke Møller Pedersen Danimarca | 1º agosto 2013 Barcellona, Spagna |

Nel corso della competizione non sono stati migliorati.

## Risultati

### Batterie
| Pos. | Batteria | Corsia | Atleta                 | Nazionalità   | Tempo   | Note             |
| ---- | -------- | ------ | ---------------------- | ------------- | ------- | ---------------- |
| 1    | 2        | 4      | Tes Schouten           | Paesi Bassi   | 2'22"43 | Q                |
| 2    | 4        | 5      | Tatjana Schoenmaker    | Sudafrica     | 2'22"92 | Q                |
| 3    | 2        | 5      | Thea Blomsterberg      | Danimarca     | 2'23"41 | Q                |
| 4    | 4        | 4      | Lilly King             | Stati Uniti   | 2'23"68 | Q                |
| 5    | 4        | 6      | Kotryna Teterevkova    | Lituania      | 2'24"87 | Q                |
| 6    | 2        | 6      | Abbey Harkin           | Australia     | 2'25"11 | Q                |
| 7    | 2        | 7      | Gabrielle Assis        | Brasile       | 2'25"18 | Q,               |
| 8    | 4        | 3      | Runa Imai              | Giappone      | 2'25"27 | Q                |
| 9    | 3        | 4      | Kate Douglass          | Stati Uniti   | 2'25"50 | Q                |
| 10   | 3        | 6      | Kelsey Wog             | Canada        | 2'25"60 | Q                |
| 11   | 3        | 5      | Ye Shiwen              | Cina          | 2'25"93 | Q                |
| 12   | 4        | 2      | Sophie Hansson         | Svezia        | 2'26"01 | Q                |
| 13   | 2        | 3      | Martina Carraro        | Italia        | 2'26"10 | Q                |
| 14   | 2        | 8      | Macarena Ceballos      | Argentina     | 2'26"18 | Q                |
| 15   | 3        | 3      | Lisa Mamié             | Svizzera      | 2'26"55 | Q                |
| 16   | 3        | 7      | Mona McSharry          | Irlanda       | 2'26"59 | Q                |
| 17   | 2        | 1      | Ana Blažević           | Croazia       | 2'26"60 |                  |
| 18   | 3        | 1      | Jessica Vall           | Spagna        | 2'26"88 |                  |
| 19   | 2        | 2      | Kara Hanlon            | Gran Bretagna | 2'27"16 |                  |
| 20   | 4        | 7      | Charlotte Bonnet       | Francia       | 2'27"47 |                  |
| 21   | 4        | 8      | Eneli Jefimova         | Estonia       | 2'27"60 |                  |
| 22   | 4        | 9      | Letitia Sim            | Singapore     | 2'27"73 | Record nazionale |
| 23   | 3        | 8      | Kwon Se-hyun           | Corea del Sud | 2'27"93 |                  |
| 24   | 2        | 0      | Eleni Kontogeorgou     | Grecia        | 2'30"46 |                  |
| 25   | 3        | 0      | Melissa Rodríguez      | Messico       | 2'30"57 |                  |
| 26   | 3        | 9      | Phiangkhwan Pawapotako | Thailandia    | 2'35"12 |                  |
| 27   | 4        | 0      | Laura Lahtinen         | Finlandia     | 2'35"16 |                  |
| 28   | 1        | 7      | Aminata Barrow         | Gambia        | 2'37"01 | Record nazionale |
| 29   | 2        | 9      | Nàdia Tudó Cubells     | Andorra       | 2'38"12 |                  |
| 30   | 1        | 4      | Valerie Tarazi         | Palestina     | 2'38"88 |                  |
| 31   | 1        | 2      | Jayla Pina             | Capo Verde    | 2'41"75 | Record nazionale |
| 32   | 1        | 5      | Malak Meqdar           | Marocco       | 2'43"42 |                  |
| 32   | 1        | 1      | Tara Aloul             | Giordania     | 2'45"88 | Record nazionale |
| 34   | 1        | 3      | Ramudi Samarakoon      | Sri Lanka     | 2'45"61 |                  |
| 35   | 1        | 6      | Kelera Mudunasoko      | Figi          | 2'46"09 |                  |
|      | 3        | 2      | Anna Elendt            | Germania      | -       | dns              |
|      | 4        | 1      | Lisa Angiolini         | Italia        | -       | dns              |

### Semifinali
| Pos. | Semifinale | Corsia | Atleta              | Nazionalità | Tempo   | Note |
| ---- | ---------- | ------ | ------------------- | ----------- | ------- | ---- |
| 1    | 1          | 4      | Tatjana Schoenmaker | Sudafrica   | 2'21"31 | Q    |
| 2    | 2          | 4      | Tes Schouten        | Paesi Bassi | 2'21"71 | Q, = |
| 3    | 2          | 2      | Kate Douglass       | Stati Uniti | 2'21"99 | Q    |
| 4    | 1          | 5      | Lilly King          | Stati Uniti | 2'22"68 | Q    |
| 5    | 2          | 5      | Thea Blomsterberg   | Danimarca   | 2'23"19 | Q    |
| 6    | 1          | 3      | Abbey Harkin        | Australia   | 2'23"65 | Q    |
| 7    | 2          | 3      | Kotryna Teterevkova | Lituania    | 2'24"12 | Q    |
| 8    | 1          | 2      | Kelsey Wog          | Canada      | 2'24"16 | Q    |
| 9    | 1          | 6      | Runa Imai           | Giappone    | 2'24"68 |      |
| 10   | 2          | 7      | Ye Shiwen           | Cina        | 2'24"76 |      |
| 11   | 2          | 8      | Lisa Mamié          | Svizzera    | 2'24"84 |      |
| 12   | 2          | 6      | Gabrielle Assis     | Brasile     | 2'25"56 |      |
| 13   | 1          | 7      | Sophie Hansson      | Svezia      | 2'25"63 |      |
| 14   | 2          | 1      | Martina Carraro     | Italia      | 2'25"76 |      |
| 15   | 1          | 8      | Mona McSharry       | Irlanda     | 2'26"27 |      |
| 16   | 1          | 1      | Macarena Ceballos   | Argentina   | 2'26"68 |      |

### Finale
| Pos.    | Corsia | Atleta              | Nazionalità | Tempo   | Note |
| ------- | ------ | ------------------- | ----------- | ------- | ---- |
| Oro     | 4      | Tatjana Schoenmaker | Sudafrica   | 2'20"80 |      |
| Argento | 3      | Kate Douglass       | Stati Uniti | 2'21"23 |      |
| Bronzo  | 5      | Tes Schouten        | Paesi Bassi | 2'21"63 |      |
| 4       | 6      | Lilly King          | Stati Uniti | 2'22"25 |      |
| 5       | 2      | Thea Blomsterberg   | Danimarca   | 2'22"42 |      |
| 6       | 1      | Kotryna Teterevkova | Lituania    | 2'24"22 |      |
| 7       | 7      | Abbey Harkin        | Australia   | 2'24"55 |      |
| 8       | 8      | Kelsey Wog          | Canada      | 2'25"21 |      |